# Anomodon sieboldii
Anomodon sieboldii är en bladmossart som beskrevs av Granzow-de la Cerda 1997. Anomodon sieboldii ingår i släktet baronmossor, och familjen Thuidiaceae. Inga underarter finns listade i Catalogue of Life.